# John H. Sununu
John Henry Sununu, né le 2 juillet 1939 à La Havane (Cuba), est un homme politique américain. Membre du Parti républicain, il est notamment gouverneur du New Hampshire entre 1983 et 1989, et chef de cabinet de la Maison-Blanche durant la première partie du mandat du président George H. W. Bush, entre 1989 et 1991.

## Biographie

### Jeunesse et études
John H. Sununu est né à La Havane, à l'occasion d'un voyage d'affaires de ses parents John Sununu, dont la famille est originaire de Beyrouth et Jérusalem, et Victoria Dada, née au Salvador et d'origine grecque.
Il est titulaire d'un Bachelor of Science, d'un Master et d'un PhD au Massachusetts Institute of Technology. Il fait partie la confrérie (de l'anglais fraternity) des Phi Sigma Kappa.

### Carrière politique
Sununu est le 85e gouverneur du New Hampshire, entré en fonction le 6 janvier 1983, avant de faire trois mandats consécutifs. Il a été président de la Coalition des gouverneurs du Nord-Est, de l'Association républicaine des gouverneurs (RGA) et, en 1987, de l'Association nationale des gouverneurs (NGA).
Il fut le premier chef de cabinet de George H. W. Bush à la Maison-Blanche. Sununu était connu pour son autorité et sa dureté. Il s'est fait beaucoup d'ennemis à l'intérieur et à l'extérieur de la Maison-Blanche et du Parti républicain.
Après cela, il dirigea les débats de l'émission Crossfire sur CNN de mars 1992 à février 1998. Sununu vit actuellement à Salem dans le New Hampshire. Il est le président de sa propre société, JHS Associates, Ltd. et il est associé dans la compagnie financière privée Trinity International Partners.
Son fils John Edward Sununu a été sénateur républicain du New Hampshire de 2003 à 2009. Il a été battu par une ancienne gouverneure de l'État, la démocrate Jeanne Shaheen, aux élections de 2008 alors qu'il postulait pour sa réélection.

## Polémiques
En 1985, Sununu souleva la polémique car il fut le seul gouverneur à ne pas appeler à abroger la résolution 3379 de l'Assemblée générale des Nations unies portant sur « sionisme et racisme ». Il quitta l'administration Bush après avoir été accusé d'abuser des vols gouvernementaux. Il recommanda également au président Bush de nommer David Souter à la Cour suprême des États-Unis.
En 1989, il a volontairement fait chavirer les accords contre le réchauffement climatique.